# Feminnem Show
«Feminnem Show» — музичний альбом гурту Feminnem. Виданий 2005 року лейблом Croatia Records. Загальна тривалість композицій становить 39:51. Альбом відносять до напрямку поп i денс. 

## Список пісень
1. «Volim te, mrzim te» — 2:46
2. «Vino na usnama» — 4:06
3. «Ne treba mi to» — 3:40
4. «Zovi» — 2:58
5. «2 srca 1 ljubav» — 3:24
6. «Klasika» — 2:59
7. «Kaznit' cu teja» — 3:14
8. «Krivo je more» — 4:14
9. «Odvedi me» — 3:59
10. «Kajanje» — 4:02
11. «Reci nesto, al' ne sum vise» — 3:39
12. «Call Me» — 2:58